# Kalebaskreek (dorp)
Kalebaskreek is een inheems vissersdorp in het district Saramacca te Suriname genoemd naar een gelijknamige kreek aan de rivier de Coppename. Kalebaskreek ligt oostelijk van de Coppename, bij een ondiep gedeelte, ongeveer 13 km ten zuiden van het punt waar de Coppename (samen met de Saramacca-rivier) uitmondt in de Atlantische Oceaan.
Te Kalebaskreek wonen overwegend Karaïben. Andere, wat meer geïsoleerde Karaïb-inheemse dorpen in het Wayombo-Coppenamegebied zijn Tibiti, Corneliskondre en Donderskamp. Kalebaskreek telt ongeveer 50 woningen, dicht bij elkaar. Veel bewoners zijn familie van elkaar.
Het toerisme is een nieuwe bron van inkomsten voor Kalebaskreek; de bewoners bieden verblijfplaatsen, handwerkproducten en natuurverkenningstochten aan. Om het dumpen van afval te voorkomen kreeg het dorp in 2019 een vuilverbrandingsoven.
In Kalebaskreek bevindt zich een kliniek. Het beheer was in handen van de Medische Zending die het op 1 november 2017 overdroeg aan het Mungra Medisch Centrum uit Nieuw-Nickerie.

## Etymologie
Het dorp is door Nederlanders aanvankelijk Celebes-kreek genoemd, een naam die is overgegaan in Kalebas-kreek. De kreek vormde de zuidgrens van een voormalige cacaoplantage, later leprozerie Batavia. De katholieke priesters werkzaam op Batavia spraken ook wel van 'Lazaruskreek' of 'Lazaretkreek', naar de Bijbelse Lazarus die als patroon van de lepralijders werd beschouwd. Het is mogelijk dat de kalebas (de vrucht) bij de oorspronkelijke bewoners een belangrijke plaats innam. Zo bestond onder de inheemse Surinamers het rituele gebruik dat een piaiman of 'medicijnman' een kalebas vult met bepaalde stenen; het geluid dat hiermee gemaakt kan worden gaf informatie van de goden door.

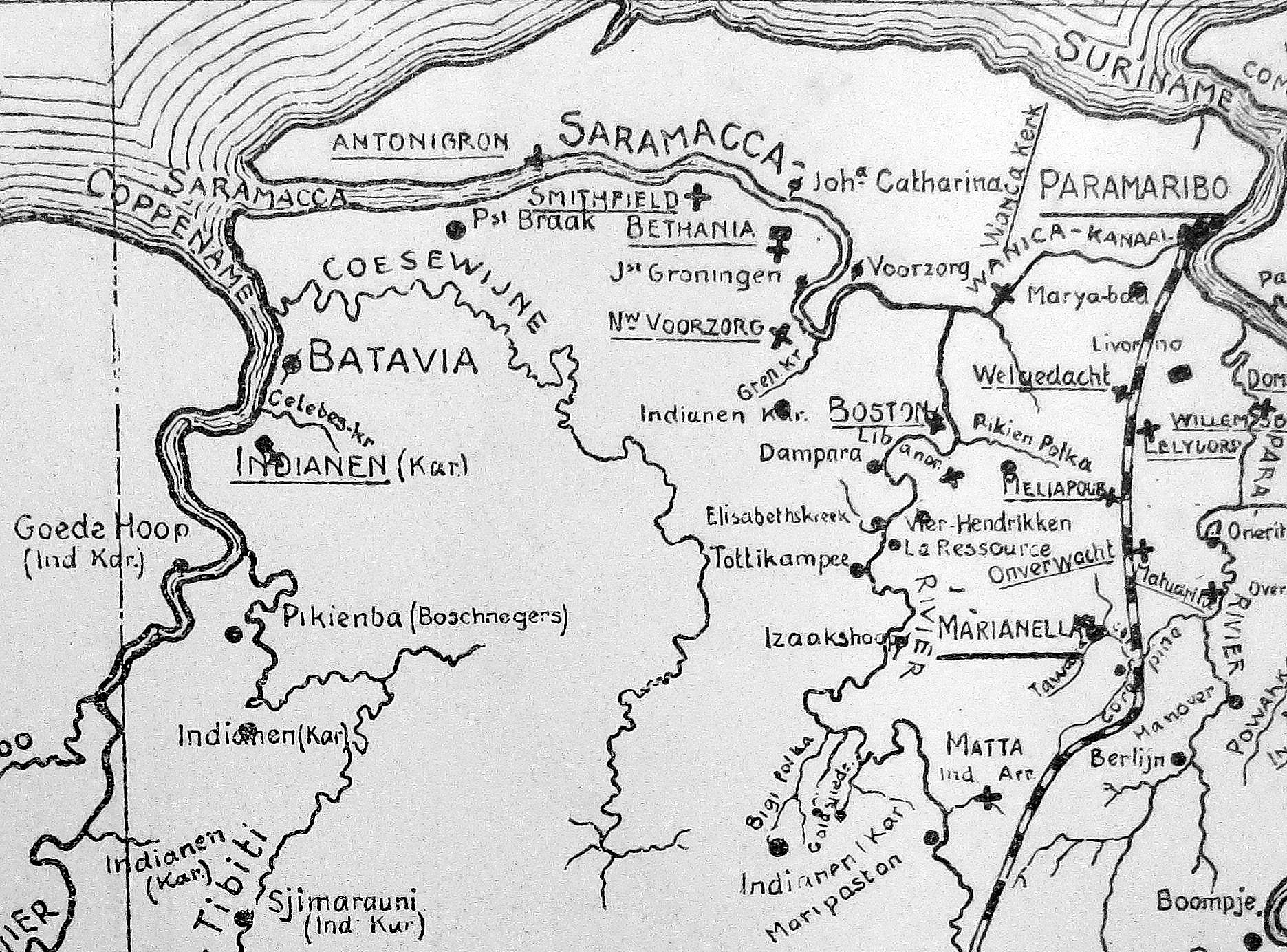
Detail kaart 'Katholiek Suriname' met links de Coppename-rivier, door een redemptorist, datum onbekend.
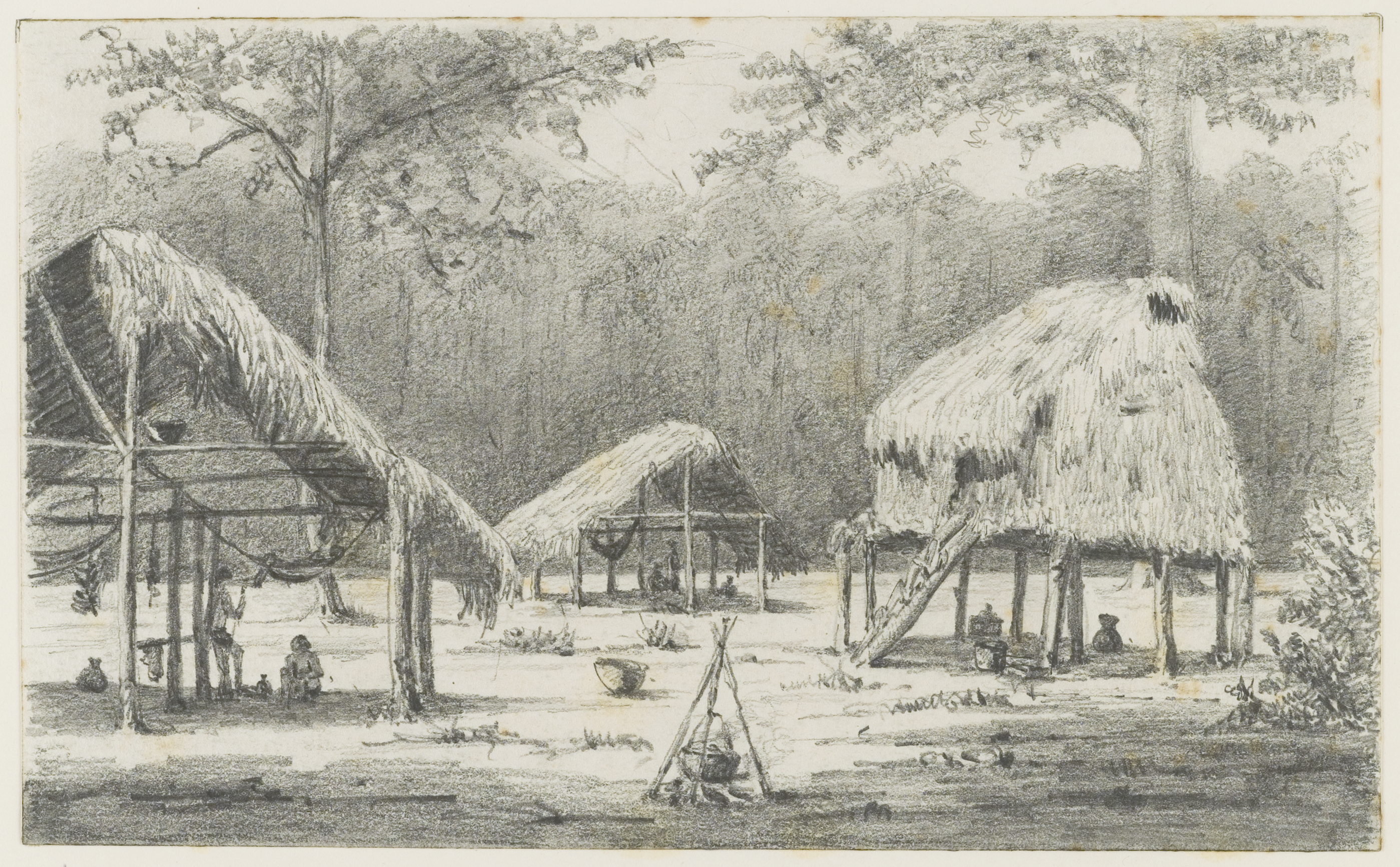
Indiaansch kamp, potloodtekening door r.k. priester Arnoldus H.A.H.M. Borret, Kalebaskreek, circa 1880.